# Wayne Shorter
Wayne Shorter (Newark, 25 de agosto de 1933 – Los Angeles, 2 de março de 2023) foi um saxofonista e compositor estadunidense. Ficou conhecido em todo o mundo desde a década de 1960 como um dos importantes nomes do jazz.
Shorter gravou dezenas de discos como leader, além de ter aparecido em diversas gravações de artistas como no Art Blakey's Jazz Messengers, com quem tocou no fim dos anos 1950, no segundo quinteto de Miles Davis nos anos 1960 e no grupo Weather Report nos anos 1970. Várias de suas composições hoje são consideradas standards do jazz.
Recebeu 23 indicações ao Grammy Awards, das quais venceu doze.

## Primeiros anos
Shorter nasceu na cidade de Newark, no estado de New Jersey, onde frequentou a Newark Arts High School. Desde o início amava a música, tendo ainda adolescente sido encorajado por seu pai a tocar saxofone (seu irmão Alan Shorter veio a ser um trompetista). Depois de graduar-se na New York University em 1956, Shorter passou dois anos no exército. Nesse tempo chegou a tocar com Horace Silver. Depois de sua dispensa das forças armadas, tocou com Maynard Ferguson. Em sua juventude, Wayne Shorter foi apelidado de "Mr. Gone", que posteriormente viria a ser o título de um álbum do seu grupo Weather Report.
Em 1959 Shorter juntou-se ao grupo Art Blakey and the Jazz Messengers. Tocou com Blakey por cinco anos e eventualmente trabalhou como diretor musical para o grupo.

## Com Miles Davis (1964-1970)
Quando John Coltrane saiu do conjunto de Miles Davis em 1960 para criar seu próprio grupo, propôs a entrada de Wayne Shorter como substituto, mas Shorter na época não estava disponível. Davis então seguiu com Sonny Stitt no saxofone tenor, seguido por um "entra e sai" pelo qual passaram Hank Mobley, George Coleman e Sam Rivers. Em 1964, Miles Davis convenceu Shorter a deixar o grupo de Blakey e ingressar no seu quinteto com Herbie Hancock, Ron Carter e Tony Williams. O quinteto de Miles Davis com Wayne Shorter é considerado pela crítica uma das melhores formações da carreira de Davis, sendo referido como "o segundo grande quinteto de Miles" (o primeiro seria com John coltrane). Shorter compôs muito para Davis ("Prince of Darkness", "ESP", "Footprints", "Sanctuary", "Nefertiti" e vários outros temas), chegando a compor metade do total das faixas de alguns álbuns. Seu estilo na época tendia ao hard-bop, com longas melodias espaçadas sobre a batida.
Até 1968 tocou exclusivamente saxofone tenor. O último álbum em que tocou tenor regularmente foi Filles de Kilimanjaro. Em 1969, tocou saxofone soprano no álbum In a Silent Way, de Miles Davis, e no seu próprio Super Nova (gravado com o então companheiros de Davis Chick Corea e John McLaughlin). Nas gravações de Davis entre 1969 e 1970 tocou ambos os saxofones, passando definitivamente ao soprano no início da década de 1970.

## Discos solo pela Blue Note
Simultaneamente ao período com o quinteto de Miles Davis, Shorter gravou vários álbuns pela Blue Note Records, tocando quase que exclusivamente suas próprias composições, com uma variedade de line-ups, quartetos e grupos maiores, incluindo favoritos da Blue Note como Freddie Hubbard. Seu primeiro álbum pela Blue Note (ao todo foram nove) foi Night Dreamer, gravado no estúdio de Rudy Van Gelder em 1964, com Lee Morgan, McCoy Tyner, Reggie Workman e Elvin Jones.
JuJu e Speak No Evil são dois dos mais conhecidos álbuns dessa época.

## Weather Report, 1971 a 1985
Após o lançamento do seu disco Odyssey of Iska, em 1970, Shorter juntou-se ao tecladista Joe Zawinul (também veterano do grupo de Miles Davis) com quem formou o grupo Weather Report. Os outros membros originais eram o baixista Miroslav Vitous, o percussionista Airto Moreira e o baterista Alphonse Mouzon. Depois da partida de Vitous em 1973, Shorter e Zawinul co-lideraram o grupo até o fim da banda em 1985. Vários grandes músicos passaram pelo Weather Report ao longo dos anos (mais notavelmente o revolucionário baixista most Jaco Pastorius), ajudando a banda a produzir música de alta qualidade em diversos estilos — tendo bebop, latin jazz, música étnica e "futurismo" como classificações predominantes.

## Solo
Shorter também gravou álbuns solo aclamados pela crítica, um grande exemplo é Native Dancer, que contava com seu colega Herbie Hancock, também no grupo de Miles, e Milton Nascimento. Shorter ainda trabalharia com esses músicos novamente. Também contribuiu em vários álbuns de Joni Mitchell. Em 1989 produziu o álbum "Pilar" de Pilar Homem de Melo.

## Morte
Shorter morreu em 2 de março de 2023, aos 89 anos, em Los Angeles.

## Discografia
- 1959 Introducing Wayne Shorter
- 1960 Second Genesis
- 1962 Wayning Moments
- 1964 Night Dreamer
- 1964 JuJu
- 1965 Speak No Evil
- 1965 The Soothsayer
- 1965 Et Cetera
- 1965 The All Seeing Eye
- 1966 Adam's Apple
- 1967 Schizophrenia
- 1969 Super Nova
- 1970 Moto Grosso Feio
- 1970 Odyssey of Iska
- 1974 Native Dancer com Milton Nascimento
- 1985 Atlantis
- 1986 Phantom Navigator
- 1988 Joy Ryder
- 1988 Live at the Montreux Jazz Festival 1988 (2007) com Carlos Santana
- 1995 High Life
- 2002 Footprints Live
- 2003 Alegría com Footprints
- 2005 Beyond the Sound Barrier live, com Footprints